# Рефлексивне слухання
Рефлексивне слухання — це стратегія спілкування, що включає в себе два ключових кроки: прагнення зрозуміти ідею мовця, потім повернути ідею доповідачеві, щоб підтвердити, що ідею було зрозуміло правильно. Він намагається «реконструювати, що клієнт думає і відчуває, і повернути це розуміння назад клієнту». Рефлексивне слухання — більш конкретна стратегія, ніж більш загальні методи активного слухання . Це поняття виникло в школі терапії Карла Роджерса консультування, орієнтованої на клієнта. Емпатія знаходиться в центрі підходу Роджерса.